# Ondřej Bíro
Ondřej Bíro (* 28. ledna 1986 Most) je český fotbalista, záložník, který je od začátku sezony 2024/25 trenérem klubu SK Ervěnice-Jirkov v I.A třídě Ústeckého kraje

## Klubová kariéra
Fotbalovou kariéru odstartoval v rodném Mostě, odkud jako mladší dorostenec přestoupil do Sparty. Za sparťanský B-tým nastoupil poprvé v létě 2005. Byl členem české fotbalové reprezentace do osmnácti let, za kterou odehrál 6 utkání. V roce 2007 absolvoval letní přípravu s A-týmem Sparty Praha.
Na svém kontě má 3 prvoligové starty v dresu SK Dynamo České Budějovice. Druhou ligu si zahrál za rezervu pražské Sparty a za SFC Opava. V sezoně 2009/10 hrál v barvách Slezského FC, který z druhé nejvyšší soutěže nakonec sestoupil. Bíro ve zbytku kariéry působil v klubech v nižších českých soutěžích.
V letech 2012-2013 se zapletl do sázkařské aféry a byl obžalován spolu s dalšími 17 hráči z údajného ovlivňování výsledků fotbalových utkání. V červnu 2020 rozhodla Etická komise FAČR o trestu pro 3 fotbalisty, mezi nimiž byl i Ondřej Bíro, který dostal zákaz aktivní činnosti na 3 roky.
Trest mu byl nakonec zkrácený o půl roku. Od ledna 2023 může opět nastupovat v soutěžích FAČR.
Od roku 2015 nastupuje v DRFG superlize malého fotbalu za tým Mostu na pozici brankáře. Je součástí i české reprezentace v malém fotbale. Žije v Mostu.
Od října 2024 je trenérem brankařů české reprezentace v malém fotbale.